# 聖安德魯斯協議
《聖安德魯斯協議》是英國和愛爾蘭政府以及北愛爾蘭各政黨之間的協議。該協議是由英、愛兩國政府，以及包含兩個最大黨北愛爾蘭民主統一黨和新芬黨在內的北愛爾蘭各主要黨派，於2006年10月11日至10月13日期間，在蘇格蘭的聖安德魯斯和法夫兩地舉行的多方會談後所達成。結果是恢復了北愛爾蘭議會、組建了新的北愛爾蘭行政委員會（於2007年5月8日成立），新芬黨並決定支持北爱尔兰警察、法院和法治。

## 協議
協議的主要內容包括新芬黨完全接北愛爾蘭警察（PSNI），恢復北愛爾蘭議會以及北愛爾蘭民主統一黨承諾在北愛爾蘭行政委員會中分享權力。英國政府的計畫是，在北愛爾蘭行政委員會恢復後的兩年內，將北愛爾蘭行政和司法的權力下放。
各方被要求在2006年11月10日之前對協議草案作出答覆。2006年11月24日任命首席部長和副首席部長。目標是在2007年3月7日舉行大選後，能夠在2007年3月26日正式運作。聖安德魯斯協議最終在2006年11月22日獲得英國皇室的批准（Northern Ireland Act 2006）。

## 各方反應
北愛爾蘭事務大臣彼得·海恩（Peter Hain）稱該協議是“驚人的突破”。愛爾蘭總理伯蒂·埃亨（Bertie Ahern）表示，如果在兩國政府設定的最後期限內沒有得到結果，“該計劃將步履蹣跚，並且將不再進行任何討論而直接進入替代方案”。北愛爾蘭民主統一黨領導人伊恩·佩斯利（Ian Paisley）說：“聯合派人士（主張北愛爾蘭繼續留在聯合王國）可以有信心，他們的權益正在提升，民主終於贏得了勝利。”他還說：“現在就開始執行維安和法治這一關鍵問題。”新芬黨領導人格里·亞當斯（Gerry Adams）說，需要就這些方案進一布協商，但是恢復政治機構是一項“巨大的成就”。阿爾斯特統一黨領導人瑞格·埃佩（Reg Empey）將協議描述為“貝爾法斯特協議的遲緩反應”。社會民主工黨領導人馬克·杜爾肯（Mark Durkan）表示，在恢復權力共享機構方面，已取得可喜的進展。北愛爾蘭聯盟黨領導人大衛·福特（David Ford）說：這是“挑戰與機會”的混合體。

## 施行

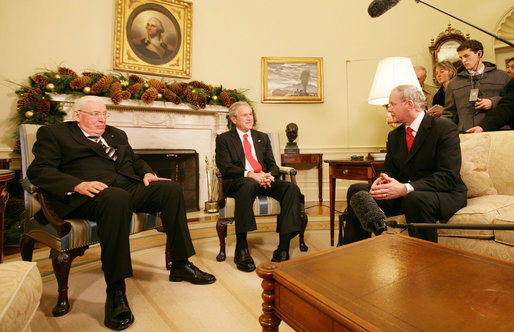
2007年12月伊恩·佩斯利、喬治·布希及格里·亞當斯在美國白宮

在達成協議後的幾週內，四個主要政黨北愛爾蘭民主統一黨（DUP）、新芬黨（Sinn Féin），阿爾斯特統一黨（UUP）和社會民主工黨（SDLP）各自選擇並提名了他們在行政委員會中各部門的成員。
2007年5月8日北愛爾蘭議會開議，並推選伊恩·佩斯利（Ian Paisley）為北愛爾蘭行政委員會首席部長，格里·亞當斯（Gerry Adams）為副首席部長，並批准了由各政黨提名的其他十位部門首長。5月12日，新芬黨同意在警務委員會中提名三席委員。
2007年12月8日，在與首席部長伊恩·佩斯利共同在白宮拜會美國總統喬治·布希時，副首席部長格里·亞當斯對新聞界說：“直到今年3月26日，伊恩·佩斯利和我從未有過關於任何事物的對話，甚至沒有過關於天氣的寒暄。但是在過去的七個月中，我們一直非常緊密地合作，彼此之間沒有生氣的對話。...這表明了我們已展開新的一頁”